# Modulation
Basisbånd (inkl. UWB) hører ikke under modulation og behandles derfor i separate artikler
Modulation er mange forskellige teknikker til kodning af information på en bærebølge, typisk et sinusformet bølge-signal. Bærebølgen bliver almindeligvis valgt med en frekvens mellem 300 kHz og 50 GHz – se frekvensbånd.
Modulation bliver i udpræget grad anvendt på elektriske signaler, som sendes gennem kabler – eller via elektromagnetiske bølger; radiobølger via en radioantenne eller via frekvenser højere end radiobølger; infrarød, lys osv., hvor signalerne bliver sendt trådløst over kortere (TV/stereoanlæggets fjernbetjening) eller længere afstande (fx til/fra satellitter), laser, lysleder og lygte med blænde eller kontakt.
Modulation bliver også anvendt til f.eks. akustiske signaler (f.eks. bådsmandspibe, musikinstrument) og selvfølgelig dyrestemmer og øre.
En modulator er en anordning, som udfører modulation hos afsenderen og en demodulator anvendes til at afkode bærebølgens information hos modtageren. En enhed, som både kan modulere og demodulere, kaldes et modem. (Modulation er det omvendte af demodulation.)

## Grundlæggende modulationsarter
Der er nogle grundlæggende modulationsarter, som alle kan modelleres via de trigonometriske funktioner sinus og cosinus, da de er den valgte bærebølgen. Den eneste forskel mellem sinus og cosinus er en fast faseforskel – på {\displaystyle \pi /2} radianer eller {\displaystyle 90} grader.
I praksis anvendes cosinus, da man mange gange med fordel modellerer bærebølgen og modulationsignalet som komplekse funktioner og her svarer cosinus-delen til den reelle del af den komplekse funktion.
Den grundlæggende bærebølge skrives f.eks. som:
- {\displaystyle f(t)=(A_{DC}+A)*\cos(2*\pi *f*t+\theta )}

hvor:
- cos er cosinusfunktionen beregnet af radianer
- t er tiden i sekunder
- {\displaystyle A_{DC}} er den "rå" bærebølgeamplitude (uden AM-modulation) – Den kan være nul – eller f.eks. 1 ved amplitudemodulation. Den er 1, når frekvensmodulation og fasemodulation benyttes.
- {\displaystyle A} er amplitudemodulationssignalet som f.eks. kan variere mellem -1 og +1.
- f er frekvensen i Hertz
- {\displaystyle \theta } er fasen i radianer

Hvis cosinusfunktionen skal beregnes af grader, skal formlens {\displaystyle 2*\pi } erstattes med 360 – og fasen skal i stedet isættes i grader.
Modulationssignalet (samme som modulationsfunktionen) skal være båndbreddebegrænset til den selvvalgte radiokanal. Det at modulationsfunktionen er båndbreddebegrænset garanterer matematisk for, at modulationsfunktionen er en kontinuert funktion.
De grundlæggende modulationsarter er:
- Amplitudemodulation (AM) – her varieres A(med DC) i den grundlæggende bærebølge – (Anvendes primært på de offentlige bånd: Langbølgebåndet, Mellembølgebåndet og Kortbølgebåndet. I VHF- og UHF-området anvendes AM til maritim kommunikation samt til flykommunikation)
- Fasemodulation (PM) – her varieres {\displaystyle \theta } i den grundlæggende bærebølge – (Er kompatibelt med FM)
- Frekvensmodulation (FM) – her varieres f i den grundlæggende bærebølge – (Anvendes primært på de offentlige bånd i: FM-båndet, VHF, UHF og SHF)

### Diskrete modulationsarter
Hvis formålet med modulationsfunktionen er at blive fortolket matematisk diskret (inkl. digitalt) i modtagerenden, kan man f.eks. benytte en båndbreddebegrænset Heaviside trinfunktion (skift), Diracs deltafunktion (puls ca.= "skift-op" og "skift-ned"), Wavelet-funktion eller skalerings-funktion som modulation.
Når et signal anvendes som et simpelt lavhastigheds on-off indikation som i morsekode eller radioteletype (RTTY) transmissioner bliver modulationen ofte benævnt 'keying' – dansk nøgling.
Diskrete modulationsformer – stadig analog modulation, men som skal fortolkes diskret/digitalt i modtagerenden:
- Frekvensmodulationbaseret: Frequency-shift keying (FSK)
- Fasemodulationbaseret: Phase-shift keying (PSK)
- Amplitudemodulationbaseret: Amplitude-shift keying (ASK)

## Varianter af modulationsarter
- Amplitudemodulation
  - Enkelt-sidebåndsmodulation (ESB, SSB, LSB, USB) – kompleks bærebølge og ét komplekst modulationssignal (reel(med eller uden DC) eller imaginær) ganges matematisk komplekst sammen – er modulationssignalet uden DC, kaldes modulationen med tillægget "med undertrykt bærebølge" – (Anvendes primært på det offentlige bånd: Kortbølgebåndet)
  - Dobbelt-sidebåndsmodulation (ISB) – bærebølge og modulationssignal (med eller uden DC) ganges matematisk sammen – er modulationssignalet uden DC, kaldes modulationen med tillægget "med undertrykt bærebølge" – (Anvendes som SSB, men i mere specielle tilfælde, bl.a. med samsending af LF og data)
  - Kvadratur amplitude modulation (QAM) – kompleks bærebølge og to kompleks modulationssignaler med hver deres rotationsretning (der lægges muligvis DC på til den reelle del) og imaginær) ganges matematisk komplekst sammen – (Anvendes primært i DSL, modem og i de enkelte kanaler i OFDM og COFDM)
  - Vestigial-sideband modulation (VSB, or VSB-AM) – er standard amplitudemodulation, som er specielt filtreret – (Anvendtes på de offentlige TV-bånd i Danmark indtil 1. november 2009: TV via VHF bånd I, TV via VHF bånd III, TV via UHF bånd IV og TV via UHF bånd V)

### Approksimeret diskrete varianter af modulationsarter
- Amplitudeskiftmodulation-baseret (ASK)
  - Puls-kode modulation (PCM)
    - RTTY kan også anses som at være en simpel form af puls-kode modulation.

  - Puls-bredde modulation (PWM)
  - Puls-amplitude modulation (PAM)
  - Puls-position modulation (PPM)
- Diskret QAM

Når morsekode bliver anvendt til at tænde og slukke en bærebølge bliver 'amplitude keying' ikke anvendt som benævnelse, men derimod 'continuous wave' (CW) selvom det også fint kan kaldes ASK.

## Andre modulationsteknikker
Yderligere modulationteknikker omfatter:
- Orthogonal frequency division modulation (OFDM), kaldes også 'Diskret multitone modulation' (DMT) (Anvendes primært i trådløse datanet: WPAN og WLAN – og ADSL, DRM, DAB og DVB)
- Wavelet-OFDM - Wavelet-modulation kan benyttes med OFDM og kaldes så Wavelet-OFDM.

Når OFDM bliver anvendt i kombination med kanalkodningsteknikker, bliver det beskrevet som 'Coded orthogonal frequency division modulation' (COFDM). (Anvendes primært i digitale radiosystemer: Digital Radio Mondiale og Eureka 147 DAB System)
Modulation bliver ofte anvendt sammen med forskellige (channel access method?).